# Memòria FeRAM

Fig.1 Estructura FeRAM

La Memòria FeRAM (FRAM o RAM ferro-elèctrica) és una memòria RAM similar en construcció a la memòria DRAM però utilitza una capa de material ferro-elèctric en comptes d'una capa de material dielèctric per aconseguir ser no volàtil (mantenir l'estat sense alimentació). La FeRAM és una de les opcions a memòria RAM no volàtil a l'hora de substituir la memòria flaix.

## Propietats de FeRAM
Avantatges respecte la memòria flaix:
- Menor consum d'energia.
- Cicles d'escriptura més ràpids.
- Major nombre de cicles d'escriptura (al voltant de 10¹⁰ a 10¹⁴ cicles).
- Major retenció de dades (més de 10 anys a +85 °C).

Desavantatges respecte la memòria flaix:
- Menor densitat de quantitat memòria per unitat de superfície.
- Major cost.

## Comparativa de memòries
Segons :
| Paràmetre                        | FRAM | SRAM        | E2PROM       | Flaix  |
| -------------------------------- | ---- | ----------- | ------------ | ------ |
| No volàtil                       | Sí   | No          | Sí           | Sí     |
| Cicles d'escriptura              | 10¹⁰ | sense límit | ~500 000     | 10 000 |
| Velocitat d'escriptura per 13 KB | 10ms | <10ms       | 2s           | 1s     |
| Consum energia en µA/MHz         | 80   | <60         | fins a 10 mA | 260    |
| Adreçable byte a byte            | Sí   | Sí          | No           | Sí     |

## Fabricants de memòria FeRAM
Segons :
- Texas Instruments
- Lapis semiconductor
- Cypress
- Hynix[Enllaç no actiu]